# Мурильо, Даниэль
Даниэль Роуз Мурильо (англ. Daniel Rose Murillo, Хеспирия, США; род. 21 ноября 1982) — американский музыкант, участник рэпкор-группы Hollywood Undead. Бывший фронтмен группы Lorene Drive. Жена — Тереза Мурильо. Есть дочь Скарлетт, в 2018 году родился сын Роман Блу Мурильо. Имеет свою линию одежды Danny Rose Supply.

## Биография
Дебютировал в 2002 году, как фронтмен пост-хардкор-группы Lorene Drive. Свой дебютный альбом Romantic Wealth группа выпустила в августе 2005 года. Вместе с Lorene Drive он участвовал в турах: Warped Tour, 2006 Bamboozle coast и Taste of Chaos, а также в соревновании Dew Circuit Breakout на MTV.
До того как присоединиться к Hollywood Undead, Даниэль принял участие в 9-м сезоне знаменитого американского телешоу American Idol. Он прошёл отборочный этап, исполнив песню группы Shy. Однако, он отказался участвовать в соревновании дальше, для того что бы принять участие в Vatos Locos tour вместе со своей новой группой Hollywood Undead. Он принял участие в записи альбома American Tragedy в качестве вокалиста, заменив бывшего участника группы Дьюса. Альбом вышел в апреле 2011 года и дебютировал под номером 4 в чарте Billboard 200, под номером 1 в диаграмме Top Hard Rock Albums и под номером 5 в официальном канадском чарте. American Tragedy имел более серьёзный коммерческий успех, чем первый альбом группы, Swan Songs, продав более 67 000 копий альбома в первую неделю. Песня Been to Hell попала в список 10 лучших рок-песен 2011 года по версии Aol Radio.
Один из участников Hollywood Undead Da Kurlzz так отозвался о Даниэле:
«Danny дал нам новое дыхание. И нам есть к чему стремиться.»

## Маскa
С приходом в 2010 году в Hollywood Undead Даниэль получил непременные атрибуты группы: псевдоним и маску. Изначально маска была золотой с чёрными пятнами, позже пятна исчезли. Прорезь для левого глаза является центром латинского креста.
В 2012 году золотая маска стала с более строгими чертами лица. Латинский крест заменили гильзы от патронов. В 2014-15 годах маска сделана в виде золотой кольчуги, но сохранила прежние черты.

## Дискография
В составе Lorene Drive
- 2005 — Savan In Super Pursuit Mode
- 2005 — Romantic Wealth
- 2008 — Out Alive

В составе Hollywood Undead
- 2011 — American Tragedy
- 2011 — American Tragedy Redux
- 2013 — Notes From The Underground
- 2015 — Day of the Dead
- 2017 — Five
- 2020 — New Empire, Vol. 1